# Diplocolenus altaicus
Diplocolenus altaicus är en insektsart som beskrevs av Vilbaste 1965. Diplocolenus altaicus ingår i släktet Diplocolenus och familjen dvärgstritar. Inga underarter finns listade i Catalogue of Life.